# Differenza e ripetizione
Differenza e ripetizione è un'opera filosofica di Gilles Deleuze, pubblicata in Francia nel 1968 e tradotta in italiano nel 1971.

## Argomento dell'opera
L'opera, che costituisce uno dei capisaldi e delle massime espressioni teoretiche del pensiero di Deleuze, rappresenta la sua tesi di dottorato, scritta sotto la direzione di Maurice de Gandillac. 
Il testo costituisce un impegnativo tentativo di affrontare, sotto diversi punti di vista, un tema che nel dibattito filosofico e culturale del tempo è centrale: ovvero il tema della differenza, nel suo rapporto con l'identità e con la ripetizione. La filosofia di Heidegger aveva posto al centro della sua riflessione il tema della differenza ontologica; sulla scia della riflessione psicologica di Lacan, lo strutturalismo meditava sulla coesistenza di differenze e ripetizioni nello spazio dell'inconscio e del linguaggio; lo stesso Derrida, in Francia, stava identificando nella différance uno scarto originario e irriducibile fra l'essere e il linguaggio, fra il segno e la tradizione dei suoi significati; nel mondo moderno, in generale, afferma Deleuze, "tutte le identità non sono che simulate, prodotte come un effetto ottico, attraverso un gioco più profondo che è quello della differenza e della ripetizione". 
Deleuze tuttavia non intende la differenza come pura negazione: l'elemento centrale dell'opera, sulla scia del pensiero di Nietzsche, è al contrario la differenza concepita come affermazione pura, come atto creativo. La differenza non è più concepita, quindi, nel suo rapporto con l'identità; piuttosto, della "differenza si deve dire che la si fa, o che si fa", e che la differenza stessa altro non è che la crudeltà, o il mostro, concetti che rimandano senza dubbio al teatro della crudeltà inaugurato da Antonin Artaud, con cui Deleuze vuole indicare come la differenza sia realmente tale, reale alterità, simulacro e non mera copia, solo quando mantiene il suo rapporto con il fondo oscuro, con l'abissalità sorgiva e dionisiaca propria dell'indeterminato. 
Allo stesso modo, la ripetizione non è concepita come la generalità, e deve essere distinta dall'abitudine, dall'identità; essa si configura piuttosto come un che di selettivo, che torna solo per affermare la differenza. Occorre distinguere dunque fra due tipi di ripetizione: il primo è la ripetizione vestita, che è selezione pura, come nella teoria dell'eterno ritorno dell'uguale in Nietzsche (di cui Deleuze fornisce qui una interpretazione assai originale), un'unica astratta ripetizione che incessantemente torna su sé stessa, per affermare il differente come tale. Ciò che si ripete non è l'identico ma l'identico è il ripetersi di ciò che si ripete: la differenza. Detto in altre parole la ripetizione vestita non è nient'altro che il ripetersi della differenza che ritorna e può ritornare solo nell'atto di differire da sé stessa. Il secondo tipo di ripetizione è detta nuda, ovvero il mondo delle copie, laddove la differenza è ridotta a somiglianza, a analogia, a negativo, a identico che fanno riferimento ai quattro modi della similitudine di Foucault esposti ne Le parole e le cose.
L'ente è differenza e inizio, l'essere è invece ripetizione e perpetuo riprodursi dell'ente.